# Journal of Zoology
«Journal of Zoology» — один із найстаріших у світі англійський науковий журнал, друкує статті по проблемах зоології і усебічному дослідженню тварин. Заснований в 1830 році. Імпакт-фактор (2009) — 1.545.

## Історія
Журнал заснований в 1830 році Зоологічним товариством Лондона і нині публікується видавництвом Blackwell Publishing.
- з 1833 року він відомий як Proceedings of the Zoological Society of London,ISSN 0370-2774.
- у 1965—1984 рр. виходив під назвою Journal of zoology: proceedings of the Zoological Society of London,ISSN 0022-5460
- у січні 2015 року опублікований 285-й том.

Журнал Journal of Zoology в 2009 році увійшов до списку DBIO 100 найбільш впливових біологічних і медичних журналів світу за останні 100 років.

## ISSN
- ISSN 0952-8369 (print)
- ISSN 1469-7998 (web)

## Ресурси Інтернету
- Сторінка на сайті видавництва
- Вікісховище має мультимедійні дані за темою: Journal of Zoology
- BHL [Архівовано 26 листопада 2010 у Wayback Machine.] Digitised Proceedings of the Zoological Society of London 1833 (Part 1) — 1922
- Illustrations of plates from Proceedings of the Zoological Society of London [Архівовано 12 березня 2016 у Wayback Machine.]